# التیر ۸۸۰۰
التیر ۸۸۰۰ (به انگلیسی: Altair 8800) یک ریزرایانهٔ موفق بود که در حدود سال ۱۹۷۵ میلادی ساخته شد. این نخستین رایانه‌ای بود که عنوان رایانهٔ شخصی را به خود گرفت. این رایانه محصول خلاقیت اِد رابرتز مهندس بازنشستهٔ نیروی هوایی ایالات متحده آمریکا بود که شرکتی با عنوان MITS را اداره می‌کرد.